# 왕 (일본 황실)
왕(일본어: 王)은 일본 황실의 남성에게 부여되는 신위 또는 칭호 중 하나이다. 현행 황실전범에 따르면 천황의 직계로서 3촌 이상 떨어진 먼 친척에게 주어진다. 황실 전범으로 정해진 호칭은 전하(殿下)이다.

## 현재의 왕
황실전범 제5조 　황후, 태황태후, 황태후, 친왕, 친왕비, 내친왕, 왕, 왕비 및 여왕을 황족으로 한다.
제6조적출(嫡出) 황자 및 적자 출신의 적출 직계 황족은 남성을 친왕, 여성을 내친왕으로 하며, 3세 이후의 정실 부인의 아들 직계 자손은 남성을 왕 여성을 여왕으로 한다.
제7조왕이 황위를 계승한 경우에는 그 형제자매에 해당하는 왕 및 여왕은 친왕 및 내친왕으로 한다.

현행 황실전범에서는 천황의 직계로서 3촌 이상 떨어진 남성 황족을 가리킨다. 3촌 이상 떨어진 여성 황족은 여왕이라고 한다. 또한, 왕의 비는 왕비라고 한다.

## 참고 자료
- 霞会館華族家系大成編輯委員会編『平成新修旧華族家系大成 上巻』(霞会館、1996年) ISBN 4642036709
- 国史大辞典編集委員会編『国史大辞典第11巻』（吉川弘文館、1983年）ISBN 4642005110
- 新村出編『広辞苑 第六版』（岩波書店、2011年）ISBN 400080121X
- 野島寿三郎編『公卿人名大事典』(日外アソシエーツ、1994年) ISBN 4816912444
- 松村明編『大辞林 第三版』（三省堂、2006年）ISBN 4385139059

## 같이 보기
- 친왕
- 왕비 (일본 황실)